# Messénia
A Messénia (português europeu) ou Messênia (português brasileiro) (em grego: Μεσσηνία; romaniz.: Messinía) é uma unidade regional da região do Peloponeso, na Grécia. Sua capital é a cidade de Calamata.

## Etimologia
Na mitologia grega, "Messénia" era o nome da esposa de Polycaon, filho de Lélex (rei da Lacônia). Segundo a lenda, Polycaon teria invadido a atual Messénia, e batizado a região com o nome de sua esposa.